# 巴洛泰什蒂鄉
44°37′N 26°6′E / 44.617°N 26.100°E
巴洛泰什蒂鄉（羅馬尼亞語：Comuna Balotești, Ilfov），是羅馬尼亞的鄉份，位於該國南部，由伊爾福夫縣負責管轄，面積51平方公里，海拔高度95米，2007年人口6,476，人口密度每平方公里126人。